# SwissEduc
SwissEduc ist eine webbasierte Plattform in der Schweiz, in der Unterrichtsmaterialien und interaktive Lernumgebungen für verschiedene Fächer angeboten werden. Das kostenlose Angebot wird von Lehrpersonen bereitgestellt und richtet sich an Schulen ab der Sekundarstufe, namentlich an Gymnasien, Berufsschulen, Technikerschulen und anderen Schulen. Betrieben wird die Plattform durch den in Wettingen AG ansässigen gleichnamigen gemeinnützigen Verein SwissEduc.
Die Datenbank entstand im April 2005 aus dem Bildungsserver EducETH der ETH Zürich. EducETH wurde 1995 als Prototyp eines Education Servers entwickelt. Das Projekt realisierten Silvia Ackermann, Michael Stumm und Werner Hartmann. Eine detaillierte Projektbeschreibung zu EducETH findet sich in LOG IN 16 (1996) Heft 1. Im April 2005 beschlossen die an EducETH beteiligten Lehrer, einen neuen Bildungsserver unter dem Namen SwissEduc aufzubauen, um ihre Angebote den Schulen weiterhin zur Verfügung stellen zu können.
Für die Inhalte auf den Websites verantwortlich zeichnen die so genannten Fachredaktoren. Fachredaktoren sind freiwillig und unentgeltlich an SwissEduc mitarbeitende Lehrer, welche für die Redaktion einzelner Fachbereiche verantwortlich sind und selber Materialien zur Verfügung stellen. Studierende und Lehrpersonen tragen ebenfalls Materialien zu SwissEduc bei. So ist beispielsweise die Programmier-Lernumgebung Kara dort zu finden.